# Булль, Олаф
Олаф Булль (норв. Olaf Bull; 10 ноября 1883 года, Осло — 20 июня 1933 года) — норвежский поэт, сын писателя Якоба Бреды Булля и отец современного норвежского поэта Яна Булля (англ. Jan Bull).

## Биография
Олаф Булль дебютировал на литературном поприще сборником стихов, опубликованном в школьной газете в 1899 году. После окончания школы вместе с семьей жил в Риме. В 1903 году семья перебралась в Христианию (ныне Осло), где Олаф поступил в университет. Булль получил энциклопедическое образование: он изучал современную и классическую (высокую) литературу, философию, историю, политологию, искусство и науку. Часть жизни провёл во Франции, где и родился его сын Ян, также много времени проводил в Италии. Некоторое время работал журналистом, сотрудничал с норвежской газетой Dagbladet. Олаф Булль похоронен в Осло.

## Произведения

### Поэзия
- Digte, 1909.
- Nye Digte, 1913.
- Mitt navn er Knoph, 1914.
- Digte og noveller, 1916
- Samlede digte 1909–1919, 1919.
- Stjernerne, 1924.
- Metope, 1927.
- De hundrede aar, 1928.
- Kjærlighet, 1929.
- Oinos og Eros, 1930.
- Ignis ardens, 1932.

### Пьеса
- Kjærlighetens farse:tre akter (рус. Любовный фарс: Три акта), написана в соавторстве с Хельге Крогом.